# あおげば尊し (2006年の映画)
『あおげば尊し』（あおげばとうとし）は、2006年1月21日に公開された日本映画。
市川準監督。原作は重松清の同名小説（『卒業』収録）。テリー伊藤の映画初主演作品である。

## ストーリー
小学校教員が、自分の父を自宅で介護することを決め、同時期に、死に強い関心を持つ生徒に出会う。

## キャスト
- 峰岸光一：テリー伊藤
- 峰岸麻理：薬師丸ひろ子
- 光一の父・和治：加藤武
- 光一の母：麻生美代子
- 光一の息子・和樹：染谷将太
- 田上康弘：伊藤大翔
- 康弘の母：安部聡子
- 小池洋子：小池里奈
- 絵沢萠子
- 大倉孝二
- 入江雅人
- 兵頭久美
- 飯田孝男
- 佐藤文雄
- 青沼神対馬
- 松田弘子
- 鈴木智香子
- 田島寧子
- 眞島秀和
- 八代和央
- 山中崇
- 光岡湧太郎
- 佐伯新
- 谷田文郎
- 尾崎礼
- 照井尚子
- 鳥木元博
- 野村宗平

## スタッフ
- 監督・脚本：市川準
- 原作：重松清『あおげば尊し』（新潮社刊『卒業』より）
- 製作：松田眞美子
- プロデューサー：鍋島壽夫
- 助監督：早川喜貴
- 撮影：小林達比呂
- 照明：中須岳士
- 録音：橋本泰夫
- 美術：山口修
- 音楽：岩代太郎
- 編集：三條知生
- スタイリスト：下田眞知子
- スクリプター：石山久美子
- 装飾：平井浩一
- 配給：テンプリント、スローラーナー